# Fehér-tavi-csúcs
Fehér-tavi-csúcs (Jahňací štít) (2229,6 m)
A Fehér-tavi-csúcs a Magas-Tátra főgerincének kelet felőli első orma. A tőle északkeletre fekvő Kopa-hágó a Bélai-Tátrához tartozó Bolond Gerőtől választja el. A Zöld-tótól egészen a csúcsig a sárga jelzésű készített ösvény visz fel, ami a szép kilátásáról híres csúcs elérését gyakorlatlanok számára is lehetővé teszi. 
Első megmászó: Robert Townson -- a "Grosser Hans"-nak nevezett zergevadásszal, 1793. VIII. 9. 
A Zöld-tótól a Vörös-tavi-völgyön át
A Zöld-tavi menedékház mögött kiinduló sárga jelzésű ösvény számos kanyarodóval visz föl a Vörös-tavi-völgy meredek, nedves tófalán be a völgybe. Balról megkerüli a Vörös-tavat (45 p), majd a Kék-tó fölött vezet a völgyben befelé. A völgy zárlatában az ösvény j. felkanyarodik a völgy hátterét képező lejtőre. Ezen kis szerpentinekkel felvisz a dny. gerincre, amelyet egy keskeny kis bemetszésben (Karó-tavi-átjáró) ér el (kb. 2016 m; 1 ó 15 p). Az ösvény itt átlép a gerinc túlsó oldalára, és ott kanyarog a csúcs irányába, miközben a Karó-tó katlana felé előugró három bordát keresztez. A harmadik után levisz egy széles, törmelékes vízmosásba. Átkelve rajta, a túloldali füves lejtőn szerpentinekben vezet fel a csúcsra (a Zöld-tótól 2 ó 30 p).